# منتخب تركمانستان لكرة السلة
منتخب تركمانستان لكرة السلة هو ممثل تركمانستان الرسمي في المنافسات الدولية في كرة السلة. ينتمي إلى منطقة الاتحاد الآسيوي لكرة السلة. انضم إلى الاتحاد الدولي لكرة السلة في 1998.